# Галицькі бояри
Га́лицькі боя́ри — панівний прошарок у Галицькій землі. Вперше з'являються на політичній сцені невдовзі після утворення Галицького князівства.
1145 року зробили спробу скинути свого князя Володимирка Володаровича, 1170 підпорядкували собі його сина Ярослава Осмомисла, 1189 скинули його внука Володимира Ярославича. Спроба Романа Мстиславича у 1201—1205 роках зламати боярську опозицію не мала успіху. Після смерті князя галицькі бояри вигнали його вдову Анну з синами Данилом і Васильком і наступні 40 років значно впливали на політичну історію в Галицькій землі, садячи на престол покірних їм князів та навіть королів маріонеток. Лише 1238 Данило Галицький зумів остаточно приборкати боярство.
Проте після його смерті боярство підняло голову і сприяло занепаду Галицько-Волинського князівства. І надалі галицькі бояри відігравали головну роль у житті краю. 1340 року вони отруїли останнього князя Юрія II Болеслава, й аж до 1349 (коли Галицьку Русь захопив польський король Казимир III Великий) Галицька земля була боярською республікою під протекторатом волинського князя Любарта-Дмитра. Політична сила галицьких бояр ґрунтувалася на їхній економічній могутності: вони мали великі земельні володіння, будували для себе замки (наприклад, Вишня), що не поступалися князівським, мали загони озброєних людей.

## Відомі представники галицького боярства
- Костянтин Сірославич — радник Ярослава Осьмомисла
- Володислав Кормильчич — суперник Романовичів, зумів на короткий час стати князем.
- Судислав — довгий час боровся з Романовичами за Галицьку землю, підтримував угорців.
- Дмитро Детько — староста Галицький, намісник Любарта-Дмитра у 1340—1349 рр.
- Дем'ян — воєвода Данила Галицького.
- Мирослав — воєвода і соратник Данила Галицького.
- Жирослав — лідер галицької боярської опозиції.
- Григорій — один з лідерів боярської опозиції.
- Доброслав Суддич — лідер галицької боярської опозиції у 40-х роках ХІІІ ст.